# Dania na Letnich Igrzyskach Paraolimpijskich 2008
Danię na Letnich Igrzyskach paraolimpijskich w Pekinie reprezentowało 34 zawodników.

## Medale

### Złoto
- Jackie Christiansen - lekkoatletyka, pchnięcie kulą - F44
- Karina Lauridsen - pływanie, 150 m stylem zmiennym - SM4
- Peter Rosenmeier - tenis stołowy, gra pojedyncza - kl.6

### Srebro
- Jackie Christiansen - lekkoatletyka, rzut dyskiem - F44
- Annika Lykke Dalskov - jeździectwo, test mistrzowski III

### Brąz
- Caroline Cecile Nielsen - jeździectwo, test mistrzowski II
- Annika Lykke Dalskov - jeździectwo, test dowolny III
- Karina Joergensen, Maria Larsen, Mette Nissen, Kamilla Ryding, Ninna Thomsen, Lykke Vedsted - drużyna goalballistek
- Karina Lauridsen - pływanie, 50 m stylem grzbietowym - SM4